# Werner March

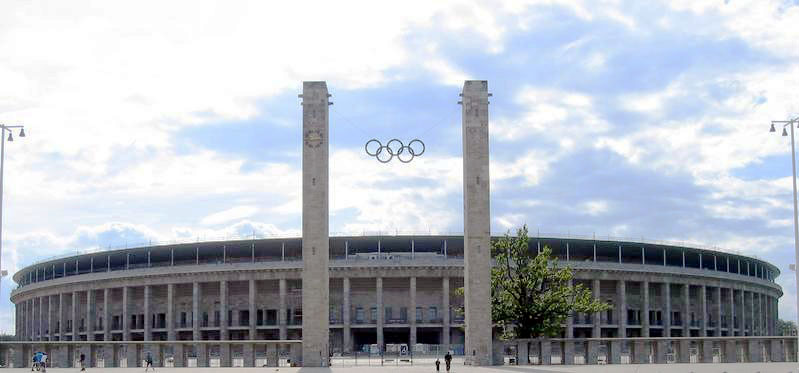
Estadio Olímpico de Berlín

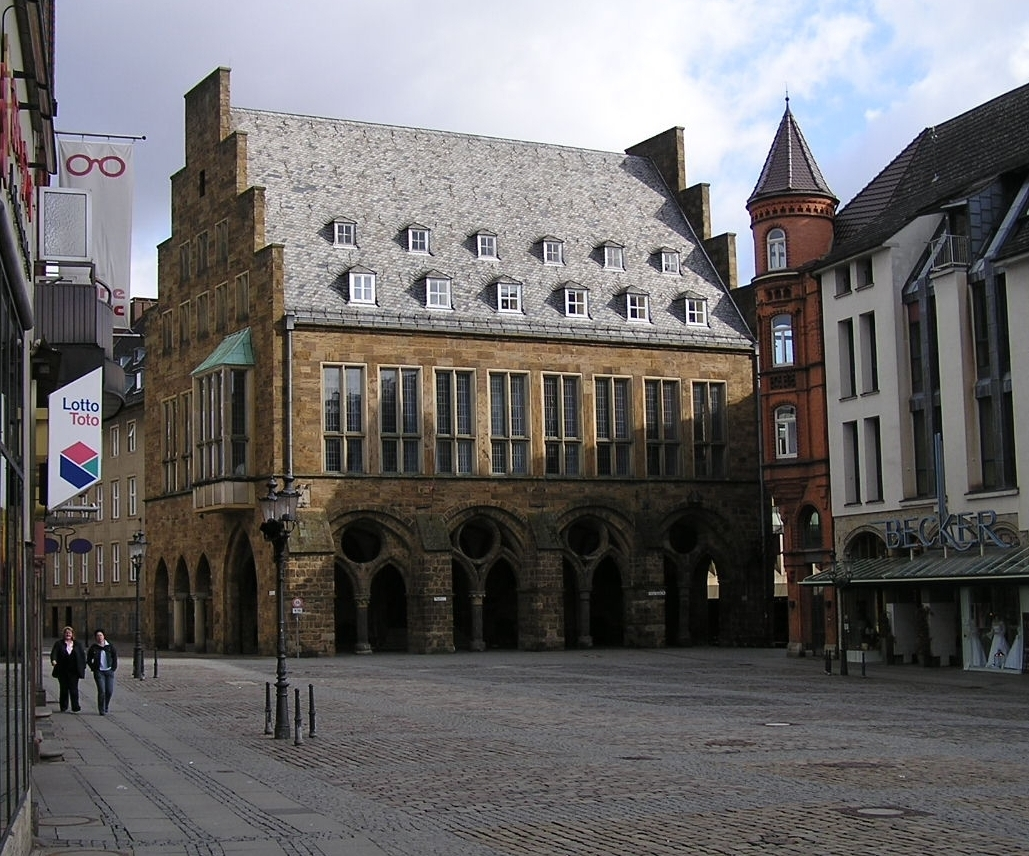
Wiederaufbau des Rathauses in Minden

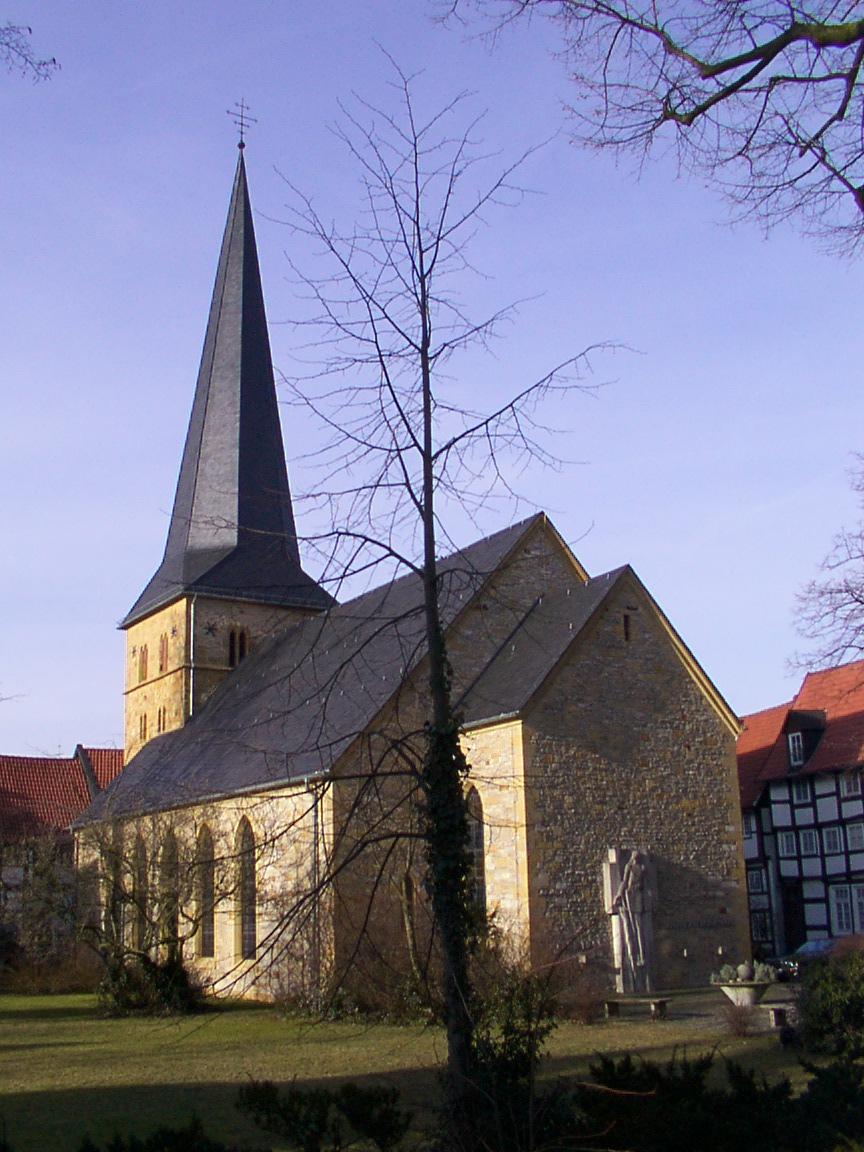
Apostelkirche in Gütersloh

Werner Julius March (Charlottenburg, 17 de enero de 1894 - Berlín, 11 de enero de 1976) fue un arquitecto alemán. Su obra más famosa fue el Estadio Olímpico de Berlín.

## Obras
- 1926-1936: Deutsches Sportforum en Berlin-Westend
- 1933: Pabellón de cacería Carinhall para Hermann Göring en la Schorfheide (incendio en 1937)
- 1934-1936: Estadio Olímpico de Berlín con torre del reloj y mit Langemarckhalle
- 1934-1936: Villa Olímpica in Dallgow-Döberitz (con Heinrich Wiepking-Jürgensmann y Georg Steinmetz)
- 1934-1936: Teatro del Bosque de Berlín en Berlin-Ruhleben
- 1938/1939: Edificios administrativos en Potsdam; desde 1993 es la Hauptstelle Potsdam de la Bundesanstalt für Immobilienaufgaben.
- 1938/1939: Embajada Yugoslava en Berlin-Tiergarten, actualmente sede de la Asociación Alemana de Política Exterior
- 1946-1957: Reconstrucción de la Catedral de Minden
- 1948-1951: Reconstrucción del Landeshaus en Münster
- 1948-1954: Reconstrucción del Antiguo Ayuntamiento de Minden
- 1951/1952: Reconstrucción de la Iglesia de los Apóstoles en Gütersloh
- 1952-1956: Museo de Antigüedades en Bagdad (Irak)
- 1954: Petrikirche (Bielefeld)
- 1961: Vater-Unser-Kirche (Berlin-Wilmersdorf)
- 1962-1967: Recuperaciones de edificios en Berlin-Kreuzberg (con Ilse Balg)
- 1965: Proyecto para el Estadio Olímpico de Múnich (no se ejecutó)